# Christopher Hawkesworth
Christopher John Hawkesworth, mais conhecido pessoalmente como Chris Hawkesworth , nasceu no dia 18 de dezembro de 1947, em Cartum, capital do Sudão, e foi criado na Irlanda. Formou-se em 1970 no Trinity College, em Dublin, e depois se mudou para a Universidade de Oxford, onde estudou para um DPhil, uma designação para o grau de doutorado, no St Edmund Hall na área de geologia, sob supervisão do professor Ron Oxburgh, obtendo seu doutorado no ano de 1974. 
Enquanto estava em Oxford, Hawkesworth jogou rúgbi pela Universidade, sendo premiado com o Blues, um reconhecimento atlético universitário destinado aos atletas que competem no mais alto nível pela universidade em determinados esportes, nos anos de 1970, 1971 e 1972, após participar das partidas anuais do time do colégio Oxford-Cambrigde rugby union. 
Hawkesworth ocupou cargos na Universidade de Bristol e na Open University antes de ocupar o cargo de Vice-Reitor de Pesquisa na Universidade de St Andrews até o ano de 2014. 

## Publicações
- com Geoff Brown, Chris Wilson (Herausgeber) Understanding Earth - a new synthesis, Cambridge University Press 1992 (darin mit Peter van Calsteren Geological Time)
- com Robert Stephen John Sparks (Herausgeber) The state of the planet: frontiers and challenges in geophysics, American Geophysical Union 2004
- com M. J. Norry (Herausgeber) Continental basalts and mantle xenoliths, Shiva Publ. 1983
- com C. M. R. Fowler, C. J. Ebinger (Herausgeber) The early Earth: physical, chemical, and biological development, Geological Society, London und  Tulsa 2002
- com M. A. Menzies (Herausgeber) Mantle metasomatism, Academic Press 1987
- com A. I. S. Kemp Evolution of the continental crust, Nature, Band 443, 2006, S. 811-817, Abstract

## Ligações internas
- Homepage
- Porträt in St. Andrews
- Universität Bristol zur Wahl in die Royal Society 2002
- CV, pdf[ligação inativa]